# Lilies of the Field (1930)
Lilies of the Field é um filme de drama produzido nos Estados Unidos dirigido por Alexander Korda e lançado em 1930.